# Ordre espontani
L'ordre espontani és l'aparició espontània d'ordre de l'aparent caos a través de l'autoorganització. També és una teoria social que descriu l'aparició de diversos tipus d'ordre social a partir d'una combinació lliure de persones interessades en el seu propi benestar i que no estan intencionalment tractant de crear ordre. Els partidaris de la teoria tendeixen a pensar que l'ordre espontani, és superior a qualsevol tipus d'objecte que puga ser creat per un pla o disseny. Per tant, en tot tipus d'organització natural o artificial la interacció és superior a la planificació, les operacions amb comandos senzills són superiors a les de comandos complexos, i l'autoorganització és superior a l'organització amb autoritat central. Així mateix en els éssers humans l'ordre espontani es tradueix com l'ordre que resulta lliurement de l'acció humana entre les persones, enfront del desordre que sorgeix forçosament en executar un disseny humà sobre les persones.
L'evolució de la vida sobre la Terra, el llenguatge humà, el Dret, les regles de trànsit, l'economia de mercat i el sistema de preus i diners han estat proposats com a exemples clàssics de sistemes que es desenvolupen a través d'ordre espontani per benefici privat. Ordre espontani també s'utilitza com a sinònim de qualsevol comportament emergent o autoorganitzat del que l'ordre espontani per interès propi és només un exemple, experiències de comportaments emergents serien les adhocràcies, la divisió del treball, l'autogestió empresarial, el programari col·laboratiu (ex. Viquipèdia), o les xarxes socials.